# 2015 FJ345
2015 FJ345 ist ein Planetoid, der am 17. März 2015 am Mauna Kea entdeckt wurde und zur Gruppe der Kuipergürtel-Planetoiden gehört. Der Asteroid läuft auf einer mäßig exzentrischen Bahn in 503 Jahren um die Sonne, so dass er sich in einer 3:1-Bahnresonanz mit dem Neptun befindet. Die Bahnexzentrizität seiner Bahn beträgt 0,20, wobei diese 34,95° gegen die Ekliptik geneigt ist.
2015 FJ345 gehört zu derselben Gruppe wie 2004 XR190, 2014 FC72, 2014 FZ71 und 2015 KQ174, die alle Umlaufbahnen mit großen Perihelia und moderaten Exzentrizitäten aufweisen. Die Theorien ihrer Umlaufbahnen beinhalten nahe Passagen von Sternen, unbekannte Planeten/Protoplaneten/Einzelgänger-Planeten im frühen Kuipergürtel sowie Bahnstörungen durch Resonanzeffekte mit einem nach außen migrierenden Neptun. Der Kozai-Effekt kann Bahnexzentrizität in eine höhere Bahnneigung umwandeln.